# Alessandro Marino
Alessandro o Alexandro Marino (Venècia, segle XVI) fou un compositor del Renaixement que fou canonge de Sant Joan del Laterà, i entre les seves composicions hi figuren Psalmi vesperarum et Magnificat quatuor vocum (Venècia, 1578), Psalmi omnes qui ad Vesperas decantantur sex vocibus (Venècia, 1759), i Motetti a sei voci (Venècia, 1588).